# Gennadi Alexejewitsch Romanenko

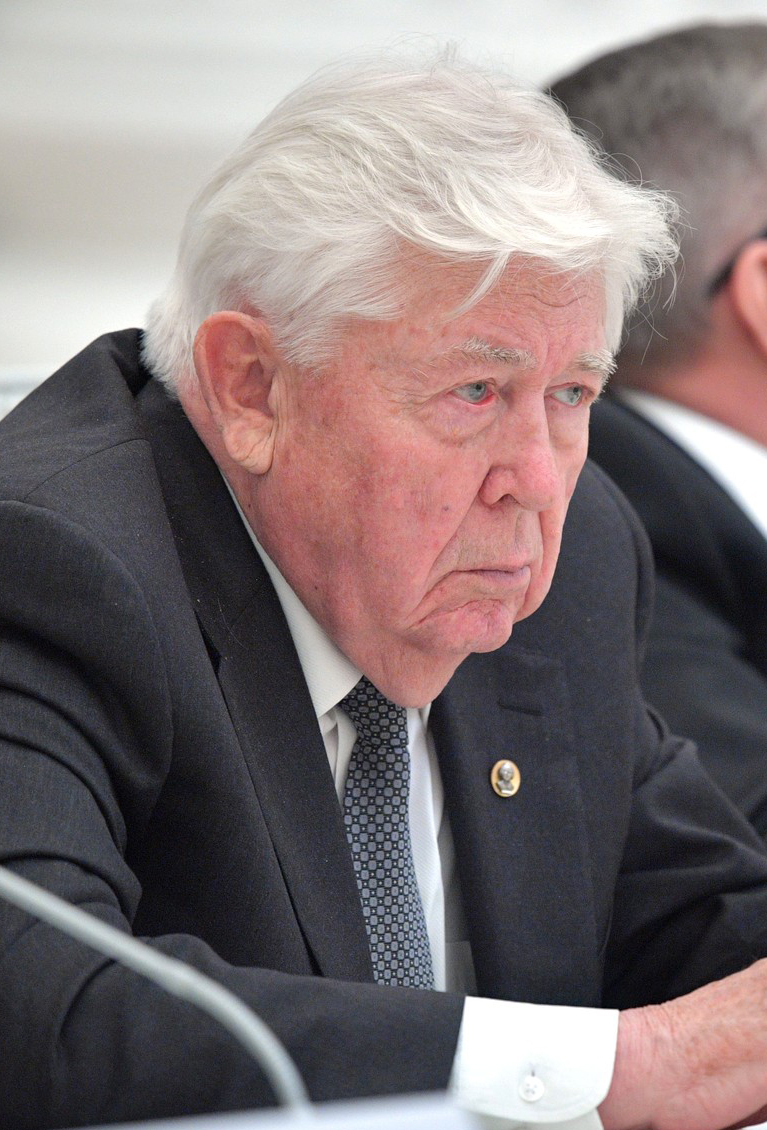
Gennadi Alexejewitsch Romanenko

Gennadi Alexejewitsch Romanenko (russisch Геннадий Алексеевич Романенко; * 12. Januar 1937 in Timaschewsk) ist ein russischer Wirtschaftswissenschaftler, Agronom und Hochschullehrer.

## Leben
Romanenko studierte am Staatlichen Kuban-Institut für Landwirtschaft in Krasnodar. 1959 schloss er das Studium mit Auszeichnung ab. Darauf wurde er Agronom der Landwirtschaftsverwaltung der Region Krasnodar und Hauptagronom des Kolchos Rossija der Region Krasnodar. 1962 wurde er Präsident des Kolchos Iskra der Region Krasnodar. 1967 wurde er Vizechef der Landwirtschaftsverwaltung des Krasnodarer Exekutivkomitees.
1969 wurde Romanenko Direktor des Allunionsforschungsinstituts für Reis. 1977 wurde er zum Doktor der Wirtschaftswissenschaften promoviert. 1978 wurde er Abteilungsleiter und Wissenschaftlicher Vizedirektor des Krasnodarer Forschungsinstituts für Landwirtschaft. 1984 erhielt er die Professorenwürde.
1986 wurde Romanenko Professor des Lehrstuhls für Wirtschaftswissenschaft und Landwirtschaftsorganisation des Kuban-Instituts für Landwirtschaft sowie Vizevorsitzender und Abteilungsleiter für Produktion und Verarbeitung von Agrarprodukten des Staatlichen Komitees für Probleme der Agrarindustrie der UdSSR. 1989 wurde er Vorsitzender des Präsidiums der Allrussischen Abteilung der Allunionsakademie der Landwirtschaftswissenschaften und Vizevorsitzender des Staatlichen Komitees für Probleme der Agrarindustrie der RSFSR. 1990 wurde er Wirkliches Mitglied der  Russischen Akademie der Landwirtschaftswissenschaften, die sich 1992 mit der bisherigen Allunionsakademie der Landwirtschaftswissenschaften zur neuen Russischen Akademie der Agrarwissenschaften vereinigte und deren Präsident er bis 2013 war.
Seit 1990 ist Romanenko Mitglied des Kollegiums des Landwirtschaftsministeriums der RSFSR (seit 1992 Landwirtschaftsministerium der Russischen Föderation). 1995–1997 war er Mitglied des Rats für Wissenschafts- und Technikpolitik beim Präsidenten der Russischen Föderation. 1996–1998 war er Erster Stellvertreter des Landwirtschaftsministers der Russischen Föderation. Seit 2002 ist er Vizepräsident und dann Präsident der Union of European Academies for Sciences applied to Agriculture, Food and Nature (UEAA). Seit 2013 ist er Wirkliches Mitglied und seit 2014 Vizepräsident der Russischen Akademie der Wissenschaften. 2017 war er einer der Preisträger des Demidow-Preises.

## Ehrungen, Mitgliedschaften
- Orden des Roten Banners der Arbeit (1965, 1971)
- Orden der Oktoberrevolution (1973)
- Orden der Völkerfreundschaft (1986)
- Ritter des Ordre du Mérite agricole
- Auswärtiges Mitglied der Ukrainischen Akademie der Agrarwissenschaften (1992)
- Auswärtiges Mitglied der Kasachischen Akademie der Agrarwissenschaften (1992)
- Auswärtiges Mitglied der Weißrussischen Akademie der Agrarwissenschaften (1993)
- Auswärtiges Mitglied der Georgischen Akademie der Agrarwissenschaften (1995)
- Auswärtiges Mitglied der Armenischen Akademie der Agrarwissenschaften (1995)
- Verdienter Wissenschaftler der Russischen Föderation (1996)[5]
- Staatspreis der Russischen Föderation (1999)[6]
- Auswärtiges Mitglied der Accademia dei Georgofili (2002)
- Ehrenmitglied der Rumänischen Akademie der Agrarwissenschaften (2003)
- Verdienstorden für das Vaterland IV. Klasse (2004)[7]
- Auswärtiges Mitglied der Chinesischen Akademie der Agrarwissenschaften (2005)
- Verdienstorden für das Vaterland III. Klasse (2008)[8]
- Verdienstorden für das Vaterland II. Klasse (2015)[9]